# Hebe pinguifolia
Hebe pinguifolia é uma espécie de planta do gênero Hebe.